# 田汝康
田汝康（1916年—2006年），男，汉族，云南昆明人，中国历史学家、社会学家、人类学家，曾任中国社会学研究会副会长。